# Värmdöbanan

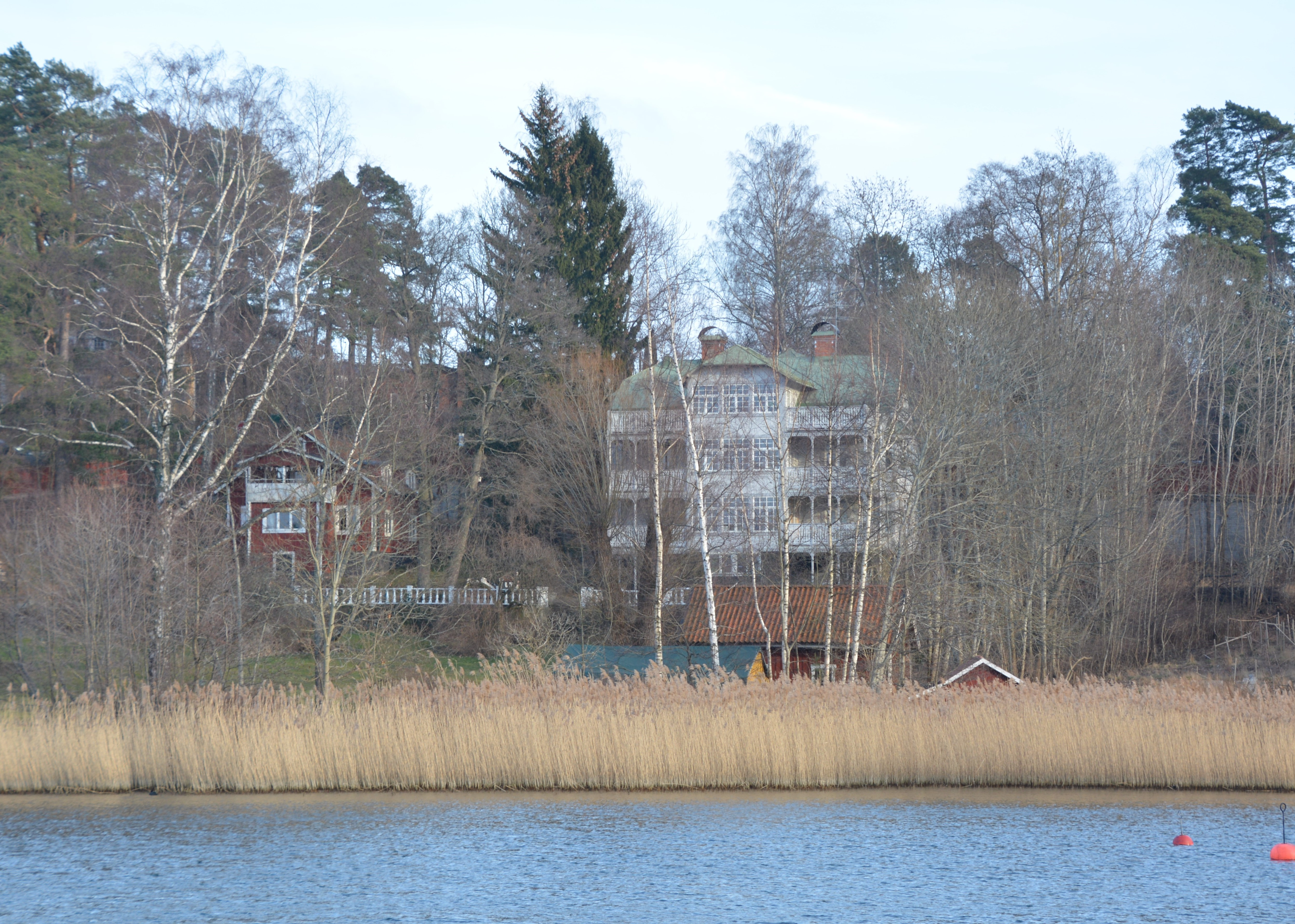
Huset vid Skärgårdsvägen i Vik som uppfördes 1907 som hotell, senare Viks pensionat.

Värmdöbanan var ett järnvägsprojekt som planerades i början av 1900-talet för en järnvägsförbindelse till Värmdö från Stockholm, via Saltsjöbanan.

## Bakgrund
Tanken på en järnväg till Värmdö började diskuteras 1902 som en bana mellan station Henriksdal på Saltsjöbanan via Skurusundet, Gustavsberg och Hemmesta till Bullandö. Från Hemmesta skulle en gren gå norrut via Värmdö kyrka till Norrnäs.
Gruppen bakom planerna ansökte 1904 om koncession för en första etapp av en normalspårig järnväg från Saltsjöbanan via Järla till Ålstäket. Denna ansökan ersattes 1904 av en ansökan för en bana från Saltsjöbanans station Storängen till Ålstäket, inklusive en landsvägs- och spårbro över Skurusundet. En koncession beviljades 1906 och aktiebolaget Värmdö järnvägsaktiebolag konstituerades därefter på Hotell Rydberg i Stockholm.
År 1907 reviderades planerna. Sträckningen ändrades något, varvid den förlängdes till den tänkta slutstationen Viks Central, i Vik, Värmdö (numera i Hemmesta tätort). 16 hållplatser planerades längs en sträcka på 24,6 kilometer. Bolaget likviderades dock 1909, efter det att företaget misslyckats att dra in kapital för projektet, vars kostnader ökat avsevärt jämfört med den ursprungliga kalkylen.
Idén om en järnväg levde kvar ett par decennier. År 1924 gjordes en ny utredning, men sedan lämnades projektplanerna.   
Visst arbete igångsattes, men få spår kvarstår efter detta. Vid den tänkta Viks Central uppfördes också en större byggnad, som var avsedd att bli ett stationshotell. Det kom att användas som pensionat under några decennier och har sedan blivit privatbostad. Det finns än i dag (2015) en busshållplats med namnet Viks central, vid platsen för den en gång planerade järnvägsstationen.